# Annette Chalut
Pour les articles homonymes, voir Weill et Chalut.
Annette Brigitte Weill, épouse Chalut, née le 29 avril 1924 à Paris et morte le 8 novembre 2021 à Luzarches (Val-d'Oise), est une résistante française active pendant la Seconde Guerre mondiale, qui a participé à une filière d'évasion de prisonniers juifs. Arrêtée, elle est déportée en Allemagne, mais reviendra des camps de concentration en 1945. Elle deviendra alors médecin. De 1999 à 2015, elle est présidente du Comité international de Ravensbrück.

## Biographie
Annette Weill est la fille de Pierre Weill, né en 1894, ancien combattant de 1914-1918, évadé puis blessé, résistant en 1942-1944, déporté, tué en 1944 à Auschwitz,, et d'Emma Alexandre (1904-1969).

### Résistance
Au début de la Seconde Guerre mondiale son père sert auprès de l'armée anglaise, comme interprète ; il est arrêté en décembre 1941 à cause de ses origines juives, puis relâché en mars 1942 grâce à son épouse. Il prend alors la décision de participer à la Résistance. La famille passe en zone libre et s'installe à Clermont-Ferrand.
Étudiante en médecine, Annette Weill souhaite y poursuivre ses études et y passer la suite de ses examens, son Certificat d'études physiques, chimiques et biologiques (PCB), mais son dossier a été égaré, ou prétendu tel, et la faculté refuse de lui communiquer ses résultats,. Son père, furieux, cherche une ville où elle pourrait poursuivre ses études, et où il pourrait œuvrer dans la Résistance ; ils s'installent alors à Toulouse,. Elle peut y passer son PCB. Son père, parlant allemand, devient secrétaire de l'aumônier catholique des internés de la zone libre. Les Allemands ayant envahi la zone en novembre 1942, ils veulent déporter les Juifs qui sont prisonniers dans les camps français. Soutenus par l'évêché et couverts par l'aumônerie catholique, Annette, sa sœur et leur père procurent des faux papiers aux prisonniers juifs, les aident à s'échapper, à se cacher, et à passer la frontière pour certains,. Entrée ainsi dans la Résistance, elle prend le pseudonyme « Warnod ».
Dénoncés, le père et la sœur d'Annette sont arrêtés le 8 mars 1944, et déportés à Auschwitz, leurs faux papiers ayant été découverts. Le père sera gazé en octobre 1944, mais la sœur reviendra en juillet 1945. La mère et la plus jeune sœur, cachées, ont échappé à la déportation.

### Arrestation et déportation

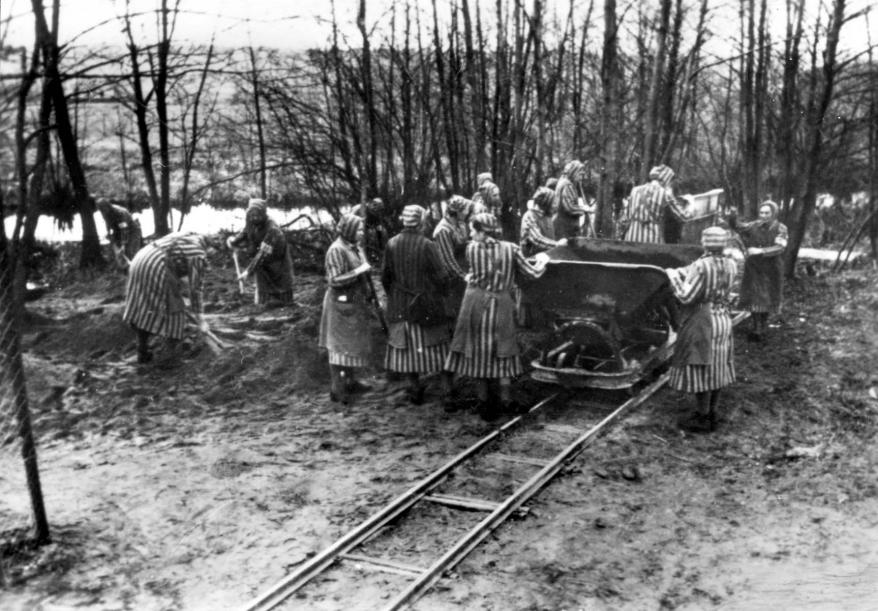
Annette Weill est déportée à Ravensbrück en mai 1944.

Annette Weill est arrêtée elle aussi le 8 mars 1944, interrogée de façon musclée par la Gestapo, et emprisonnée pendant deux mois à la prison Saint-Michel à Toulouse,. Mais ses faux papiers sont suffisamment trompeurs et son identité juive n'est pas découverte. Elle est d'abord internée au fort de Romainville, puis déportée le 13 mai 1944 en train pour Ravensbrück,. Elle y est enregistrée sous le numéro matricule 39031.
Elle est ensuite transférée au kommando de Hanovre-Limmer, qui dépend du camp de Neuengamme. Obligée de travailler pour une usine allemande de fabrication de masques à gaz, elle et ses camarades en ralentissent la production et refusent les primes et les avantages en nature. Pour Noël 1944, elles se débrouillent pour organiser une messe de minuit puis des spectacles récréatifs, des friandises et des décorations qui leur remontent le moral.
Annette Weill est ensuite emmenée à Bergen Belsen. Elle en est libérée le 15 avril 1945, mais elle préfère rester pour soigner ceux qui ne peuvent pas encore rentrer. Elle-même ne pèse plus que trente-cinq kilos.

### Témoignages, responsabilités
Après la guerre, elle témoigne au procès de Ravensbrück, à Rastatt. Elle devient plus tard Annette Chalut par son mariage. Elle est médecin généraliste, membre de la commission médico-sociale de la Fondation pour la mémoire de la déportation. Elle est également médecin-conseil de l'Association nationale des anciennes déportées et internées de la Résistance (Adir), de 1990 à 2006.
Elle s'implique largement dans les préparations du Concours national de la résistance et de la déportation, et témoigne souvent auprès des jeunes,.
Annette Chalut est entre 1999 et 2015 la présidente du comité international de Ravensbrück,.

## Distinctions
- Grand officier de la Légion d'honneur le 1er janvier 2016, comme présidente du comité international de Ravensbrück[13],[16] (Commandeur du 1er janvier 1994 au titre des « déportés et internés de la Résistance »[17] ; officier du 30 avril 1966).
- Croix de guerre 1939-1945, palme de bronze.